# Enyalioides
Enyalioides é um gênero de lagartos da família Hoplocercidae. O gênero é endêmico da América do Sul e Panamá.

## Espécies
Atualmente, 15 espécies são reconhecidas: 
- Enyalioides altotambo
- Enyalioides anisolepis
- Enyalioides azulae
- Enyalioides binzayedi
- Enyalioides cofanorum
- Enyalioides heterolepis
- Enyalioides laticeps
- Enyalioides microlepis
- Enyalioides oshaughnessyi
- Enyalioides palpebralis
- Enyalioides praestabilis
- Enyalioides rubrigularis